# Peter Spahn
Pour les articles homonymes, voir Spahn.
Peter Joseph Spahn (né le 22 mai 1846 à Winkel et mort le 31 août 1925 à Bad Wildungen) est un avocat et homme politique allemand du Zentrum.

## Biographie
Peter Spahn est le fils d'un charron. Après avoir obtenu son diplôme du lycée de Hadamar en 1866, Spahn étudie le droit à Wurtzbourg, Tübingen, Berlin et Marbourg. En 1874, il est nommé magistrat à Marienbourg dans la province de Prusse-Occidentale. En 1887, il devient juge au tribunal régional de Bonn, en 1892 juge au tribunal régional supérieur de Posen et à partir de 1896 au tribunal régional de Berlin. En 1898, il devient juge du Reich à Leipzig, en 1905 président du tribunal régional supérieur de Kiel, en 1910, il s'installe à Francfort-sur-le-Main dans la même fonction jusqu'en 1917. En 1899, il est président du congrès catholique de Neisse.

## Parti politique
Spahn est membre du Zentrum. Déjà pendant la Première Guerre mondiale, Spahn, comme son fils Martin Spahn, critique la prétendue « orientation de gauche » du Zentrum parce qu'elle est trop fortement influencée par Matthias Erzberger.

## Parlementaire
Spahn est membre de la Chambre des représentants de Prusse de 1882 à 1888, 1891 à 1898 et 1904 à 1907. En 1918, il est membre de la Chambre des seigneurs de Prusse. De 1884 à 1917, il est membre du Reichstag. Il représente d'abord la 6e circonscription de Königsberg (Braunsberg-Heilsberg) et à partir de 1890 la 4e circonscription de Cologne (Bonn (de)-Rheinbach (de)) , au Reichstag. De 1895 à 1898 et de 1909 à 1911, il est vice-président du Reichstag. Le 9 février 1912 remporte le second tour des élections contre August Bebel comme président du Reichstag, mais démissionne de ses fonctions après quelques jours. En 1912, il devient chef du groupe parlementaire du Zentrum. En tant que président de la commission consultative du Reichstag, il joue un rôle-clé dans la rédaction du BGB. Il a également une influence décisive sur la rédaction du nouveau HGB et la constitution de l'Alsace-Lorraine.
En 1919-20, Spahn est membre de l'Assemblée nationale de Weimar, où il est vice-président du Comité pour la consultation préliminaire du projet de constitution du Reich allemand. Bien qu'il soit un monarchiste conservateur par ses convictions, il préconise la coopération avec le SPD et l'acceptation du traité de Versailles. Il est ensuite député au Reichstag de la République de Weimar jusqu'à sa mort.
À partir de 1924, son fils Martin est membre du Reichstag pour le Parti populaire national allemand.

## Autres mandats
Du 8 août 1917 au 28 novembre 1918, Spahn est ministre de la Justice de Prusse. Il est le premier ministre prussien à appartenir au Zentrum.

## Honneurs
En 1898, il reçoit un doctorat honorifique de l'université de Tübingen pour ses services au nouveau droit civil et en 1909 de l'université de Louvain.

## Publications
- Verwandtschaft und Vormundschaft nach dem Bürgerlichen Gesetzbuch für das Deutsche Reich. 1901.